# Echipa națională de fotbal a Boliviei
Echipa națională de fotbal a Boliviei reprezintă statul în competițiile fotbalistice și este controlată de Federația Boliviană de Fotbal, forul ce guvernează acest sport în stat. Cea mai mare performanță a fost câștigarea Cupei Americii în 1963.

## Bolivia în fotbalul internațional

### Campionatul mondial
| 1930        | Grupe            | 12               | 2                | 0                | 0                | 2                | 0                | 8                |         |         |
| 1934 - 1938 |                  |                  |                  |                  |                  |                  |                  |                  |         |         |
| 1950        | Grupe            | 13               | 1                | 0                | 0                | 1                | 0                | 8                |         |         |
| 1954        | Nu a participat  | Nu a participat  | Nu a participat  | Nu a participat  | Nu a participat  | Nu a participat  | Nu a participat  | Nu a participat  |         |         |
| 1958 - 1990 | Nu s-a calificat | Nu s-a calificat | Nu s-a calificat | Nu s-a calificat | Nu s-a calificat | Nu s-a calificat | Nu s-a calificat | Nu s-a calificat |         |         |
| 1994        | Grupe            | 21               | 3                | 0                | 1                | 2                | 1                | 4                |         |         |
| 1998 - 2018 | Nu s-a calificat | Nu s-a calificat | Nu s-a calificat | Nu s-a calificat | Nu s-a calificat | Nu s-a calificat | Nu s-a calificat | Nu s-a calificat |         |         |
| 2022        | Va urma          | Va urma          | Va urma          | Va urma          | Va urma          | Va urma          | Va urma          | Va urma          | Va urma | Va urma |
| 2026        | Va urma          | Va urma          | Va urma          | Va urma          | Va urma          | Va urma          | Va urma          | Va urma          | Va urma | Va urma |
| Total       | 3/21             | Locul 12         | 6                | 0                | 1                | 5                | 1                | 20               |         |         |

| Meciuri la Campionatul Mondial | Meciuri la Campionatul Mondial | Meciuri la Campionatul Mondial | Meciuri la Campionatul Mondial |
| An                             | Rundă                          | Scor                           | Rezultat                       |
| ------------------------------ | ------------------------------ | ------------------------------ | ------------------------------ |
| 1930                           | Grupe                          | Bolivia 0 – 4 Iugoslavia       | Înfrângere                     |
| 1930                           | Grupe                          | Bolivia 0 – 4 Brazilia         | Înfrângere                     |
| 1950                           | Grupe                          | Bolivia 0 – 8 Uruguay          | Înfrângere                     |
| 1994                           | Grupe                          | Bolivia 0 – 1 Germania         | Înfrângere                     |
| 1994                           | Grupe                          | Bolivia 0 – 0 Coreea de Sud    | Egal                           |
| 1994                           | Grupe                          | Bolivia 1 – 3 Spania           | Înfrângere                     |

### Cupa Confederațiilor
| Cupa Confederațiilor | Cupa Confederațiilor | Cupa Confederațiilor | Cupa Confederațiilor | Cupa Confederațiilor | Cupa Confederațiilor | Cupa Confederațiilor | Cupa Confederațiilor | Cupa Confederațiilor |
| An                   | Rundă                | G                    | V                    | E*                   | Î                    | GM                   | GP                   |                      |
| -------------------- | -------------------- | -------------------- | -------------------- | -------------------- | -------------------- | -------------------- | -------------------- | -------------------- |
| 1992 până în 1997    | nu s-a calificat     | nu s-a calificat     | nu s-a calificat     | nu s-a calificat     | nu s-a calificat     | nu s-a calificat     | nu s-a calificat     | nu s-a calificat     |
| 1999                 | Grupe                | 3                    | 0                    | 2                    | 1                    | 2                    | 3                    |                      |
| 2001 până în 2009    | nu s-a calificat     | nu s-a calificat     | nu s-a calificat     | nu s-a calificat     | nu s-a calificat     | nu s-a calificat     | nu s-a calificat     | nu s-a calificat     |
| Total                | 1/8                  | 3                    | 0                    | 2                    | 1                    | 2                    | 3                    |                      |

| Meciuri la Cupa Confederațiilor | Meciuri la Cupa Confederațiilor | Meciuri la Cupa Confederațiilor | Meciuri la Cupa Confederațiilor |
| An                              | Rundă                           | Scor                            | Rezultat                        |
| ------------------------------- | ------------------------------- | ------------------------------- | ------------------------------- |
| 1999                            | Grupe                           | Bolivia 2 – 2 Egipt             | Egal                            |
| 1999                            | Grupe                           | Bolivia 0 – 0 Arabia Saudită    | Egal                            |
| 1999                            | Grupe                           | Bolivia 0 – 1 Mexic             | Înfrângere                      |

### Cupa Americii
| 1916 | nu a participat | 1939 | s-a retras  | 1967 | locul șase     |
| 1917 | nu a participat | 1941 | s-a retras  | 1975 | Prima rundă    |
| 1919 | nu a participat | 1942 | s-a retras  | 1979 | Prima rundă    |
| 1920 | nu a participat | 1945 | locul șase  | 1983 | Prima rundă    |
| 1921 | nu a participat | 1946 | locul șase  | 1987 | Prima rundă    |
| 1922 | nu a participat | 1947 | locul șapte | 1989 | Prima rundă    |
| 1923 | nu a participat | 1949 | Locul patru | 1991 | Prima rundă    |
| 1924 | nu a participat | 1953 | locul șase  | 1993 | Prima rundă    |
| 1925 | nu a participat | 1955 | s-a retras  | 1995 | Quarter-finals |
| 1926 | Fifth Place     | 1956 | s-a retras  | 1997 | Locul secund   |
| 1927 | Locul patru     | 1957 | s-a retras  | 1999 | Prima rundă    |
| 1929 | s-a retras      | 1959 | locul șapte | 2001 | Prima rundă    |
| 1935 | s-a retras      | 1959 | s-a retras  | 2004 | Prima rundă    |
| 1937 | s-a retras      | 1963 | Campioni    | 2007 | Prima rundă    |

#### Jocurile Pan Americane
- 1951 până în 1971 - nu a participat
- 1975 - Runda secundă
- 1979 până în 2003 - nu a participat
- 2007 - Locul patru

## Jucători

### Cei mai selecționați jucători
| #   | Nume                     | Carieră   | Meciuri | Goluri |
| --- | ------------------------ | --------- | ------- | ------ |
| 1.  | Luis Héctor Cristaldo    | 1989–2005 | 93      | 5      |
| =   | Marco Antonio Sandy      | 1993–2003 | 93      | 6      |
| 3.  | José Milton Melgar       | 1980–1997 | 89      | 6      |
| 4.  | Carlos Fernando Borja    | 1979–1997 | 88      | 1      |
| 5.  | Julio César Baldivieso   | 1991–2005 | 85      | 15     |
| =   | Juan Manuel Peña         | 1991–2009 | 85      | 1      |
| 7.  | Miguel Ángel Rimba       | 1989–2000 | 80      | 0      |
| 8.  | Óscar Sánchez            | 1994–2006 | 78      | 6      |
| 9.  | Jaime Moreno             | 1991–2008 | 75      | 9      |
| 10. | Marco Antonio Etcheverry | 1989–2003 | 71      | 13     |

### Golgeteri
| #  | Nume                     | Carieră   | Goluri |
| -- | ------------------------ | --------- | ------ |
| 1. | Joaquín Botero           | 1999–2009 | 20     |
| 2. | Víctor Agustín Ugarte    | 1947–1963 | 16     |
| 3. | Carlos Aragonés          | 1977–1981 | 15     |
| =  | Julio César Baldivieso   | 1991–2005 | 15     |
| =  | Erwin Sánchez            | 1989–2005 | 15     |
| 6. | Marco Antonio Etcheverry | 1989–2003 | 13     |
| 7. | Máximo Alcócer           | 1953–1963 | 13     |
| 8. | Miguel Aguilar           | 1977–1983 | 10     |
| 9. | Jaime Moreno             | 1991–2008 | 9      |
| =  | William Ramallo          | 1989–1997 | 9      |

## Lot
|  | P | Carlos Lampe          | 17 martie 1987 (38 de ani)    | 3  | 0 | Universitario de Sucre |  |  |
|  | P | Daniel Vaca           | 3 noiembrie 1989 (35 de ani)  | 3  | 0 | Wilstermann            |  |  |
|  |   |                       |                               |    |   |                        |  |  |
|  | F | Miguel Hoyos          | 11 martie 1981 (44 de ani)    | 27 | 1 | Oriente Petrolero      |  |  |
|  | F | Oscar Añez            | 23 iulie 1990 (34 de ani)     | 0  | 0 | Universitario de Sucre |  |  |
|  | F | Ronald Raldes         | 20 aprilie 1981 (43 de ani)   | 50 | 0 | Colón                  |  |  |
|  | F | Edemir Rodríguez      | 21 octombrie 1986 (38 de ani) | 8  | 0 | Real Potosí            |  |  |
|  | F | Luis Gutiérrez        | 15 ianuarie 1985 (40 de ani)  | 14 | 0 | Oriente Petrolero      |  |  |
|  | F | Ignacio A. García     | 20 august 1986 (38 de ani)    | 11 | 0 | Aurora                 |  |  |
|  | F | Marvin Bejarano       | 6 martie 1988 (37 de ani)     | 4  | 0 | Universitario de Sucre |  |  |
|  | F | Abdón Reyes           | 7 noiembrie 1981 (43 de ani)  | 12 | 0 | Bolívar                |  |  |
|  |   |                       |                               |    |   |                        |  |  |
|  | M | Ronald García         | 17 decembrie 1980 (44 de ani) | 31 | 2 | Anorthosis Famagusta   |  |  |
|  | M | Sacha Lima            | 17 august 1981 (43 de ani)    | 11 | 0 | Universitario de Sucre |  |  |
|  | M | Joselito Vaca         | 12 august 1982 (42 de ani)    | 41 | 2 | Oriente Petrolero      |  |  |
|  | M | Amílcar Sánchez       | 23 ianuarie 1991 (34 de ani)  | 1  | 0 | Wilstermann            |  |  |
|  | M | José Luis Chávez      | 18 mai 1986 (38 de ani)       | 3  | 0 | Blooming               |  |  |
|  | M | Jhasmani Campos       | 10 mai 1988 (36 de ani)       | 10 | 1 | Oriente Petrolero      |  |  |
|  | M | Mauricio Saucedo      | 14 august 1985 (39 de ani)    | 10 | 0 | Oriente Petrolero      |  |  |
|  | M | Darwin Peña           | 8 august 1977 (47 de ani)     | 12 | 1 | The Strongest          |  |  |
|  |   |                       |                               |    |   |                        |  |  |
|  | A | Wálter Veizaga        | 22 aprilie 1986 (38 de ani)   | 2  | 0 | Wilstermann            |  |  |
|  | A | Roberto Galindo       | 14 octombrie 1980 (44 de ani) | 2  | 1 | Universitario de Sucre |  |  |
|  | A | Marcelo Moreno        | 18 iunie 1987 (37 de ani)     | 18 | 8 | Shakhtar Donetsk       |  |  |
|  | A | José Alfredo Castillo | 9 februarie 1983 (42 de ani)  | 22 | 6 | Blooming               |  |  |